# Alopecosa tunetana
Alopecosa tunetana este o specie de păianjeni din genul Alopecosa, familia Lycosidae, descrisă de Roewer, 1960.
Este endemică în Tunisia. Conform Catalogue of Life specia Alopecosa tunetana nu are subspecii cunoscute.